# Johanniter-Unfall-Hilfe
Pour les articles homonymes, voir JUH.

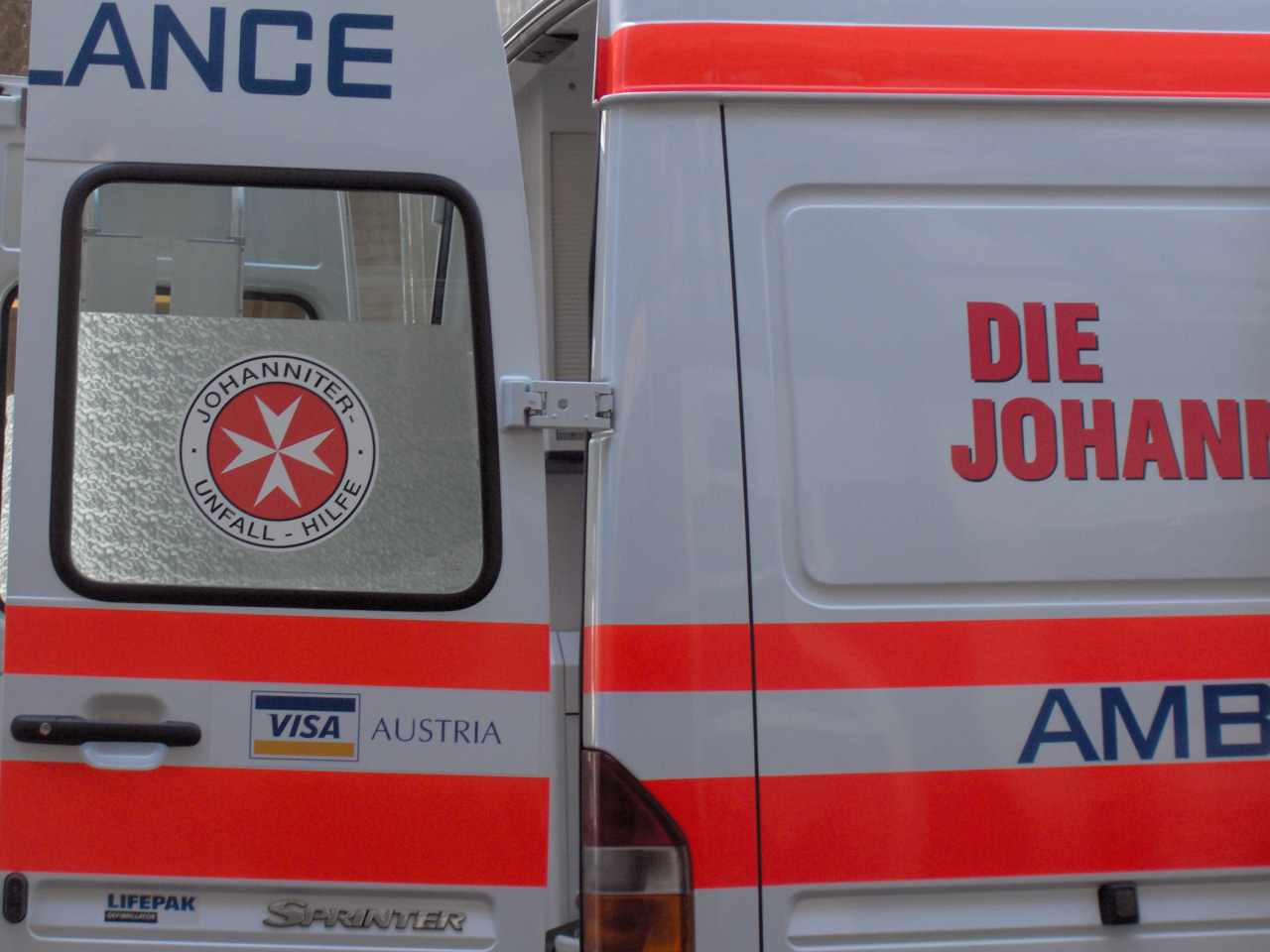
Johanniter-Unfall-Hilfe, Viennes

La Johanniter-Unfall-Hilfe e.V. (JUH) est une association allemande, faisant partie de l'ordre protestant de Saint-Jean (évangéliste) et spécialisée dans le secourisme. Elle a été fondée en 1952 par Rudolf-Christoph Freiherr von Gersdorff  à Hanovre. Le nombre grandissant de morts et de blessés sur les routes est un motif de la création de cette association. 
On abrévie le nom de l'association en Johanniter. Le symbole de l'ordre est une croix de Saint-Jean à huit branches blanches sur fond rouge avec le nom de l'association. Les différentes filiales de l'association sont fédérées par la Johanniter International (JOIN). L'association correspondante pour les catholiques est la Malteser Hilfsdienst.